# Ichneumon gratus
Ichneumon gratus là một loài tò vò trong họ Ichneumonidae.